# Llista de rellotges de sol del Baix Ebre
Llista de rellotges de sol instal·lats de forma permanent en espais públics de la comarca del Baix Ebre.

## L'Aldea
| Nom                                  | Descripció | Localització             | Coordenades                                          | Fitxa | Imatge                  |
| ------------------------------------ | ---------- | ------------------------ | ---------------------------------------------------- | ----- | ----------------------- |
| Mas de Bernis, casa de turisme tural |            | L'Aldea Prop de l'ermita | 40° 43′ 46″ N, 0° 36′ 57″ E / 40.72955°N,0.615788°E  | fitxa | Carregueu una nova foto |
| Masia de la Mare de Déu de l'Aldea   |            | L'Aldea                  | 40° 43′ 53″ N, 0° 37′ 42″ E / 40.731414°N,0.628306°E | fitxa | Carregueu una nova foto |

## L'Ametlla de Mar
| Nom                           | Descripció | Localització                                    | Coordenades                                          | Fitxa | Imatge                  |
| ----------------------------- | --- | ----------------------------------------------- | ---------------------------------------------------- | ----- | ----------------------- |
| Carrer Lleida                 | | L'Ametlla de Mar C. Lleida. Urb. les Tres Cales |                                                      | fitxa | Carregueu una nova foto |
| Urbanització Port de l'Estany | Inscripció: Si hi ha prou llum solar veuràs l'hora a l'Ametlla de Mar                                                  | L'Ametlla de Mar Urb. Port de l'Estany          |                                                      | fitxa | Carregueu una nova foto |
| Urbanització Port de l'Estany | Inscripció: El sol, si veieu / La meva busca tocar / I amb atenció mireu / Allà on l'ombra jeu, / Sabreu l'Hora Solar. | L'Ametlla de Mar Urb. Port de l'Estany          |                                                      | fitxa | Carregueu una nova foto |
| Premsa d'oli                  | | L'Ametlla de Mar Façana posterior               |                                                      | fitxa | Carregueu una nova foto |
| Parcel·la 35 del polígon 34   | Dos rellotges bessons                                                                                                  | L'Ametlla de Mar Vinyases                       | 40° 55′ 46″ N, 0° 44′ 57″ E / 40.929426°N,0.749197°E | fitxa | Carregueu una nova foto |

## Benifallet
| Nom                                         | Descripció                                      | Localització | Coordenades | Fitxa | Imatge                  |
| ------------------------------------------- | ----------------------------------------------- | ------------ | ----------- | ----- | ----------------------- |
| Cooperativa                                 | Inscripció: L'hora solar Si Fa Sol (pentagrama) | Benifallet   |             | fitxa | Carregueu una nova foto |
| Prop de l'entrada a les Coves de Benifallet |                                                 | Benifallet   |             | fitxa | Carregueu una nova foto |

## Roquetes
| Nom               | Descripció | Localització | Coordenades | Fitxa | Imatge                  |
| ----------------- | ---------- | ------------ | ----------- | ----- | ----------------------- |
| Partida Terrapico |            | Roquetes     |             | fitxa | Carregueu una nova foto |

## Tortosa
| Nom                                                            | Descripció             | Localització                        | Coordenades                                           | Fitxa | Imatge                                                                                 |
| -------------------------------------------------------------- | ---------------------- | ----------------------------------- | ----------------------------------------------------- | ----- | -------------------------------------------------------------------------------------- |
| Carretera Simpàtica, 69                                        |                        | Tortosa Ctra. Simpàtica, 69         |                                                       | fitxa | Carregueu una nova foto                                                                |
| Carretera Simpàtica, 87                                        |                        | Tortosa Ctra. Simpàtica, 87         | 40° 48′ 49″ N, 0° 32′ 36″ E / 40.813553°N,0.543347°E  | fitxa | Carregueu una nova foto                                                                |
| Claustre de la Catedral, torre                                 | Dos rellotges bessons  | Tortosa                             | 40° 48′ 50″ N, 0° 31′ 20″ E / 40.814026°N,0.522223°E  | fitxa | Carregueu una nova foto                                                                |
| Claustre de la Catedral, lateral                               | Tres rellotges bessons | Tortosa                             | 40° 48′ 50″ N, 0° 31′ 20″ E / 40.814026°N,0.522223°E  | fitxa | Claustre de la Catedral, lateral (Tortosa) · Vegeu més fotos · Carregueu una nova foto |
| Hort de Martí                                                  |                        | Tortosa Ctra. C.12 a Amposta, km 12 |                                                       | fitxa | Carregueu una nova foto                                                                |
| Ermita de Mig Camí, Ermita de la Mare de Déu de la Providència |                        | Tortosa                             | 40° 48′ 46″ N, 0° 33′ 04″ E / 40.8128533°N,0.551097°E | fitxa | Ermita de Mig Camí (Tortosa) · Vegeu més fotos · Carregueu una nova foto               |
| Estadi Municipal Josep Otero                                   | Inscripció: MCMXXXVI   | Tortosa Av. de l'Estadi, 2          | 40° 48′ 50″ N, 0° 30′ 46″ E / 40.813999°N,0.512892°E  | fitxa | Carregueu una nova foto                                                                |
| Mas de Sarpa                                                   | Inscripció: Año 1812   | Tortosa                             | 40° 49′ 14″ N, 0° 30′ 46″ E / 40.8206777°N,0.51289°E  | fitxa | Carregueu una nova foto                                                                |
| La Rosellona                                                   | Inscripció: 1960       | Tortosa Bitem                       |                                                       | fitxa | Carregueu una nova foto                                                                |

## Xerta
| Nom                                  | Descripció                             | Localització                              | Coordenades                                          | Fitxa | Imatge                  |
| ------------------------------------ | -------------------------------------- | ----------------------------------------- | ---------------------------------------------------- | ----- | ----------------------- |
| Carrer Sant Martí, 25                |                                        | Xerta C. Sant Martí, 25                   | 40° 54′ 26″ N, 0° 29′ 24″ E / 40.907150°N,0.490024°E | fitxa | Carregueu una nova foto |
| Zona de descans en la carretera C-12 | Equatorial. Inscripció: Em mou la llum | Xerta Ctra. C-12 entre Xerta i Benifallet | 40° 55′ 00″ N, 0° 29′ 00″ E / 40.916667°N,0.48333°E  | fitxa | Carregueu una nova foto |